# Indiumtrimethyl
Indiumtrimethyl ist eine chemische Verbindung aus der Gruppe der metallorganischen Verbindungen.

## Gewinnung und Darstellung
Indiumtrimethyl kann durch Grignard-Reaktion von Indium und Magnesium mit Brommethan
{\displaystyle \mathrm {2\ In+3\ Mg+6\ CH_{3}Br\longrightarrow 2\ In(CH_{3})_{3}+3\ MgBr_{2}} }
oder durch Metathesereaktion von Indium(III)-chlorid oder Indium(III)-bromid mit Methyllithium gewonnen werden.
{\displaystyle \mathrm {InCl_{3}+3\ LiCH_{3}\longrightarrow 3\ LiCl+In(CH_{3})_{3}} }
Es kann auch durch eine Transmetallierungsreaktion von metallischem Indium und Dimethylquecksilber bei 135 °C dargestellt werden.
{\displaystyle \mathrm {2\ In+3\ Hg(CH_{3})_{2}\longrightarrow 3\ Hg+2\ In(CH_{3})_{3}} }

## Eigenschaften
Indiumtrimethyl ist ein weißer pyrophorer Feststoff. Er besteht aus monomeren Molekülen im Gaszustand und in Lösung (Benzol, Cyclopentan), ist aber tetramer im festen Zustand. Das Molekül besitzt eine trigonal-planare Struktur. Die Verbindung ist verhältnismäßig reaktionsträge. Eine heftige Reaktion erfolgt mit Luft und kaltem Wasser. Mit Säuren erfolgt rasche Hydrolyse unter Methanentwicklung. Sie ist löslich in Ether, Petrolether, Cyclohexan, Benzol und Methylenchlorid, mit Alkoholen tritt Reaktion ein. Mit Elektronendonatoren wie Trialkylamine werden Addukte gebildet.

## Verwendung
Indiumtrimethyl wird zur Herstellung von Indiumphosphid verwendet. In der Halbleiterproduktion wird es als Dotierungsreagenz bzw. zur Erzeugung von III/V-Halbleiterschichten benutzt.